# Ландштурм

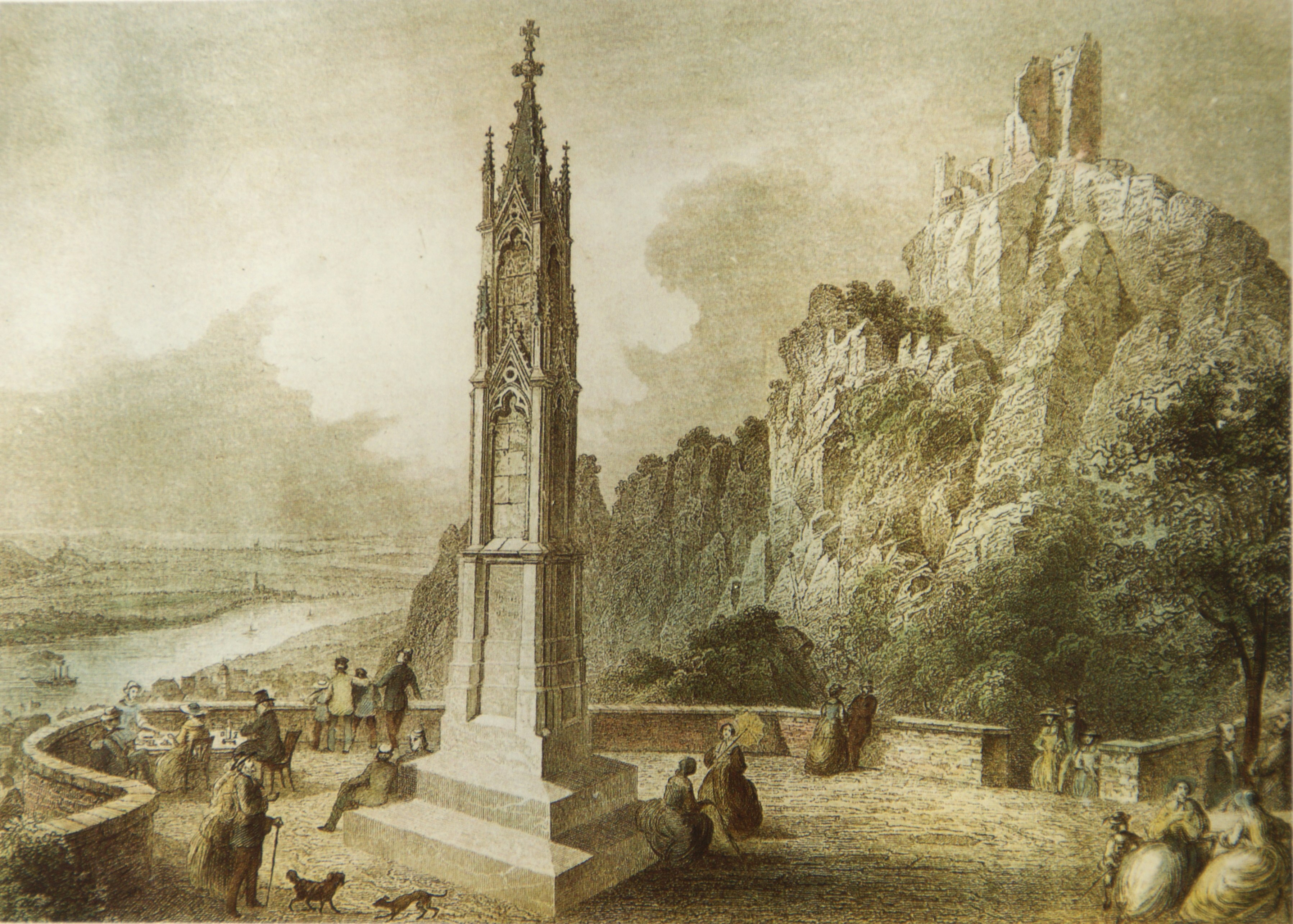
Памятник ландштурму на Драконовой горе.

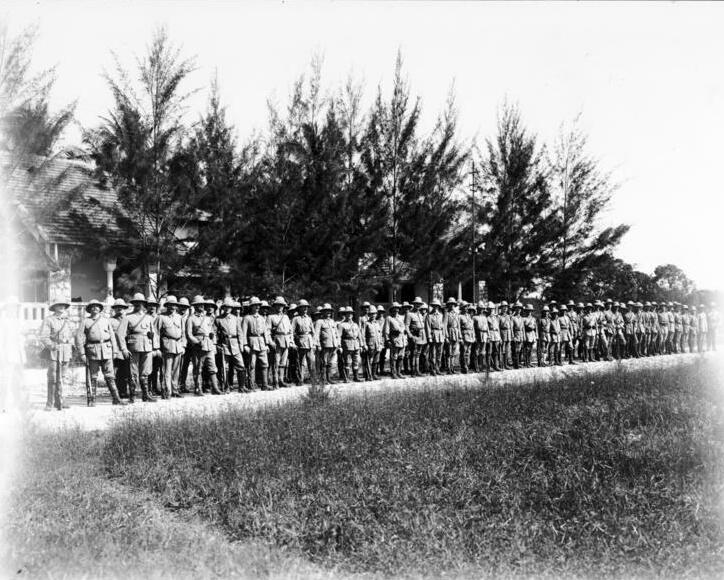
Подразделение ландштурма в Германской Восточной Африке, 1914 год.

Ландштурм (нем. Landsturm) — категория вооружённых сил, резерв вооружённых сил, который созывается только на время войны, имеет вспомогательное значение и составляется из лиц, отбывших срок службы под знамёнами и в запасе или по каким-либо причинам освобожденных от службы в постоянных войсках, но физически годных к военному делу.
Ландштурм в Германской империи и Австро-Венгрии соответствовал Государственному ополчению в России, и учебных сборов для него ни в Германии, ни в Австрии не было. Ландштурм существовал также в Голландии (Нидерландах), Швейцарии и Швеции. До 1945 года в Германии ландштурм — категория военнообязанных старших возрастов (запаса 3-й очереди), а также войсковые формирования вспомогательного назначения.

## История

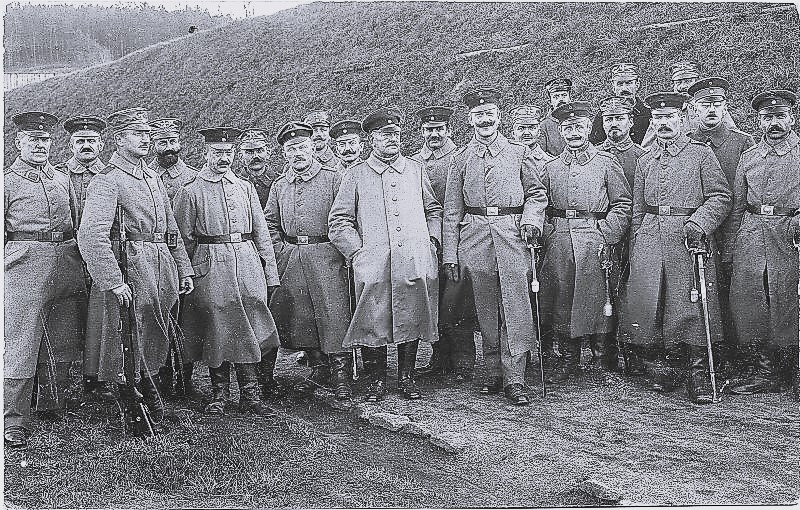
Прусский ландштурм, 1915 год.

Успехи народной войны с Наполеоном в России, Испании и Тироле дали Шарнгорсту, Гнейзенау и Бойену в Пруссии идею всеобщего народного призыва и в 1813 году во время Освободительной войны воззванием прусского короля Фридриха Вильгельма III К моему народу впервые было положено основание германского ландштурма.
21 апреля 1813 года Фридрих Вильгельм III подписал указ о создании ландштурма. Каждый пруссак в возрасте от 15 до 60 лет, не служащий в регулярной армии, ландвере или добровольческих отрядах, автоматически записывался в ландштурм. Подразделения ландштурма создавались на уровне округов и районов и должны были служить исключительно защите своей провинции, за пределами которой, в отличие от подразделений ландвера, они не использовались. В каждом округе создавался специальный комитет из представителей местного дворянства, крестьянства и горожан для организации создания ландштурма. Кандидаты на высшие командные должности в ландштурме назначались либо военным губернатором, либо местным гражданским правительством. Офицеры и унтер-офицеры ландштурма могли избираться рядовым составом, однако только из представителей местных землевладельцев, чиновничества или образованного бюргерства. Обучение ландштурма проводилось ежедневно, в том числе по праздникам и выходным дням. В случае вражеского вторжения ландштурмисты должны были действовать как партизаны и максимально осложнять жизнь оккупантам.
Однако в июле 1813 года король подписал указ, согласно которому ландштурм терял свою самостоятельность и
становился резервом ландвера, тренировки в ландштурме были ограничены. Это было связано с тем, что во-первых, мобилизация низших слоёв населения казалась слишком революционной мерой, способной потрясти основы государства, во-вторых, ландштурму не хватало оружия, и в-третьих, многие ландштурмисты старались избежать участия в боевых действиях.

## Ландштурм в ВС Германской империи
Ландштурм в Германии призывался при чрезвычайной надобности. В мирное время ландштурм никаких кадров не имел, и состоящие в них люди никакому военному контролю не подлежали. В военное время из собранных ландштурмистов формировались батальоны, эскадроны, батареи пешей артиллерии и сапёрные роты. В пограничных округах ландштурменные батальоны должны были начать формироваться с 1-го дня мобилизации и на 2-й — 6-й день должны были сменить части полевых войск, охраняющие границу.
На конец XIX столетия в Ландштурме Вооружённых сил Германской империи числились все способные носить оружие и не состоящие ни в действующей армии, ни в резерве, ни в ландвере, в возрасте от 17 лет до 45 лет (28 классов).
При мобилизации первый призыв Германского ландштурма составляли лица от 17 до 39 лет, а второй все остальные. Младшие возрастные классы (12 классов), при необходимости, могли быть зачисляемы в ландверные части. Общая численность Германского ландштурма составляла около 4 300 000 человек личного состава, из коих 1/6 составляли лица, прошедшие через ряды армий германских государств (где они имелись Пруссия, Бавария, Вюртемберг и так далее).
После Великой войны ВС Германии, и их составные части, в том числе и ландштурм были сокращены Версальским договором. В 1930-е годы нацисты остановились на идее создания одного массового всенародного ополчения «фольксштурм», что с немецкого, в дословном переводе, означает «народная буря».

## Ландштурм в ВС Австро-Венгрии
Ландштурм в ВС Австрии призывался при чрезвычайной надобности. На конец XIX столетия в Австрийском ландштурме первого разряда, по приблизительным исчислениям, состояло около 600 000 человек обученных и около 4 400 000 необученных. 
В ВС Австро-Венгрии все граждане, способные носить оружие, в возрасте от 19 до 42 лет (24 класса), не состоящие на службе в имперской армии или в ландвере и не занимающие общественных должностей, входили в состав Ландштурма Австро-Венгрии, который делится на два призыва:
- Первый — от 19 до 37 лет;
- второй — от 38 до 42 лет[2].

В Австро-Венгрии два младших возраста обученных чинов ландштурма, то есть окончивших полный 12-летний срок службы в армии и ландвере) назначались, наравне с резервистами и ландверистами, для пополнения действующей армии при мобилизации. Вполне обученные ландштурмисты 1-го призыва назначались при мобилизации в ландштурменные бригады; оставшиеся формировали местные батальоны и рабочие отделения. В случае войны весь первый призыв ландштурма мог быть привлечён на пополнение убыли в армии и ландвере, если не хватало людей рекрутского запаса.

## Ландштурм в ВС Швейцарии
На конец XIX столетия в Ландштурме Вооружённых сил Швейцарии числились все граждане федерации способные носить оружие от 17 лет до 50, а офицеры всех чинов могли оставаться в нём до полных 55 лет.
На начало XX столетия состав Швейцарского ландштурма составляли все швейцарские граждане, которые не принадлежали ни к отборному войску, ни к ландверу, и разделялся он на два класса, с подразделением на вооружённый ландштурм и не вооружённый (или вспомогательные войска).
Первый класс ландштурма состоял из молодых людей 17 — 19 лет и волонтёров моложе 17 лет, которые в случае войны или ожидания её формировали батальоны рекрут и поступали в отборные войска, а непригодные к службе в действующих войсках (в строю) — в вспомогательные войска. 
Второй класс ландштурма состоял из людей от 20 до 50 и 55 лет — для офицеров, формировал части вооружённого ландштурма и вспомогательные войска ВС Швейцарии.

## Ландштурм в ВС Голландии
На конец XIX столетия в Ландштурме Вооружённых сил Голландии числились все граждане способные носить оружие от 20 лет до 50.

## ВС Османской империи
У Вооружённых сил Османской империи род ополчения, или ландштурма, назывался Мустагфис. На конец XIX столетия Мустагфис предназначался для образования в военное время гарнизона крепостей, для несения этапной службы и для усиления действующих войск ВС Порты, и состоял из батальонов, каждый от 800 до 1000 нижних чинов и от 20 до 25 офицеров.

## Возраст
Обязанности службы в ландштурме подлежало мужское население следующего возраста:
- Пруссия, 1813 год: 17 — 60 лет
- Германия, 1875 год: 17 — 42 года
- Австрия, 1886 год: 19 — 42 года, бывшие офицеры — до 60 лет.